# Reteporella antarctica
Reteporella antarctica är en mossdjursart som först beskrevs av Campbell Easter Waters 1904.  Reteporella antarctica ingår i släktet Reteporella och familjen Phidoloporidae. Inga underarter finns listade i Catalogue of Life.